# 弗兰克·布里兰多
弗兰克·布里兰多（英語：Frank Brilando，1925年6月29日—2019年5月5日），美国男子自行车运动员。他参加了1948年和1952年夏季奥运会自行车比赛，其中1948年奥运会他参加了公路赛，两个项目均未完成比赛，1952年奥运会参加了场地赛。